# オールナイトニッポンサンデー
オールナイトニッポンサンデー (All Night Nippon Sunday) とは、2009年11月から2010年9月12日までニッポン放送で放送されていた、トーク番組。

## 概要
2009年のナイターオフ番組として、主として知的好奇心旺盛な中高年をターゲットに、日本を代表するスペシャリスト4人が週代わりでトークを展開し、次の1週間への弾みとしてもらうとともにゆったりとした雰囲気で楽しんで貰う事をコンセプトに構成している。
過去、ナイターオフの日曜に「オールナイトニッポン」ブランドの番組が編成されたのは、『オールナイトニッポンアゲイン』2年振りである。但し、「オールナイトニッポン」ブランドであるが、番組が使用するWebドメインは深夜時間帯の「allnightnippon.com」ではなく「1242.com」のため、実質は派生番組の扱いである。
2010年3月限りで久石と二宮が降板し茂木と池上の2人になってからは、どちらかが2週以上連続で出演する場合もある。同年5月に公式サイトに久石のプロフィールが復活したが、同月の放送は9日のみで茂木の担当日となっており、6月6日に正式に復帰。
同年9月12日で番組が終了し、ナイター編成を挟み、同年10月10日から後継番組として、元フジテレビ記者の黒岩祐治が加えて『サンデー ズバリ!ラジオ』としてリニューアルした。久石は土曜日に移動し『久石譲のLIFE is MUSIC』を担当する。

## パーソナリティ
- 久石譲（作曲家）
- 茂木健一郎（脳科学者）
- 池上彰（ジャーナリスト）
- 二宮清純（スポーツジャーナリスト）

## 放送時間
いずれも日曜日（日本時間）
- 18:00 - 19:30（2009年11月 - 2010年4月4日）
- 18:30 - 20:00（2010年4月11日 - ）ナイター中継がない場合のみ放送

聴取率調査週間には放送時間が拡大されることがある。